# Komitat Modruš-Rijeka
Das Komitat Modruš-Rijeka [ˈmɔdruʃ ˈrijɛka] (ungarisch Modrus-Fiume vármegye, kroatisch Modruško-riječka županija) war eine historische Verwaltungseinheit (Gespanschaft, bzw. Komitat) im Königreich Kroatien und Slawonien (ungarisch Horvát-Szlavónország), einem autonomen Königreich unter der Stefanskrone innerhalb der Habsburgermonarchie.
Der Komitatssitz war nicht in Fiume (kroatisch Rijeka), sondern in Ogulin, da Fiume ein Corpus separatum darstellte. Das Komitat umfasste eine Fläche von 4.879 km². Der Volkszählung von 1910 zufolge hatte das Komitat 231.654 Einwohner.
In der derzeitigen Verwaltungsgliederung der Republik Kroatien befinden sich heute auf demselben Gebiet in etwa die Gespanschaften Primorje-Gorski kotar und Karlovac.

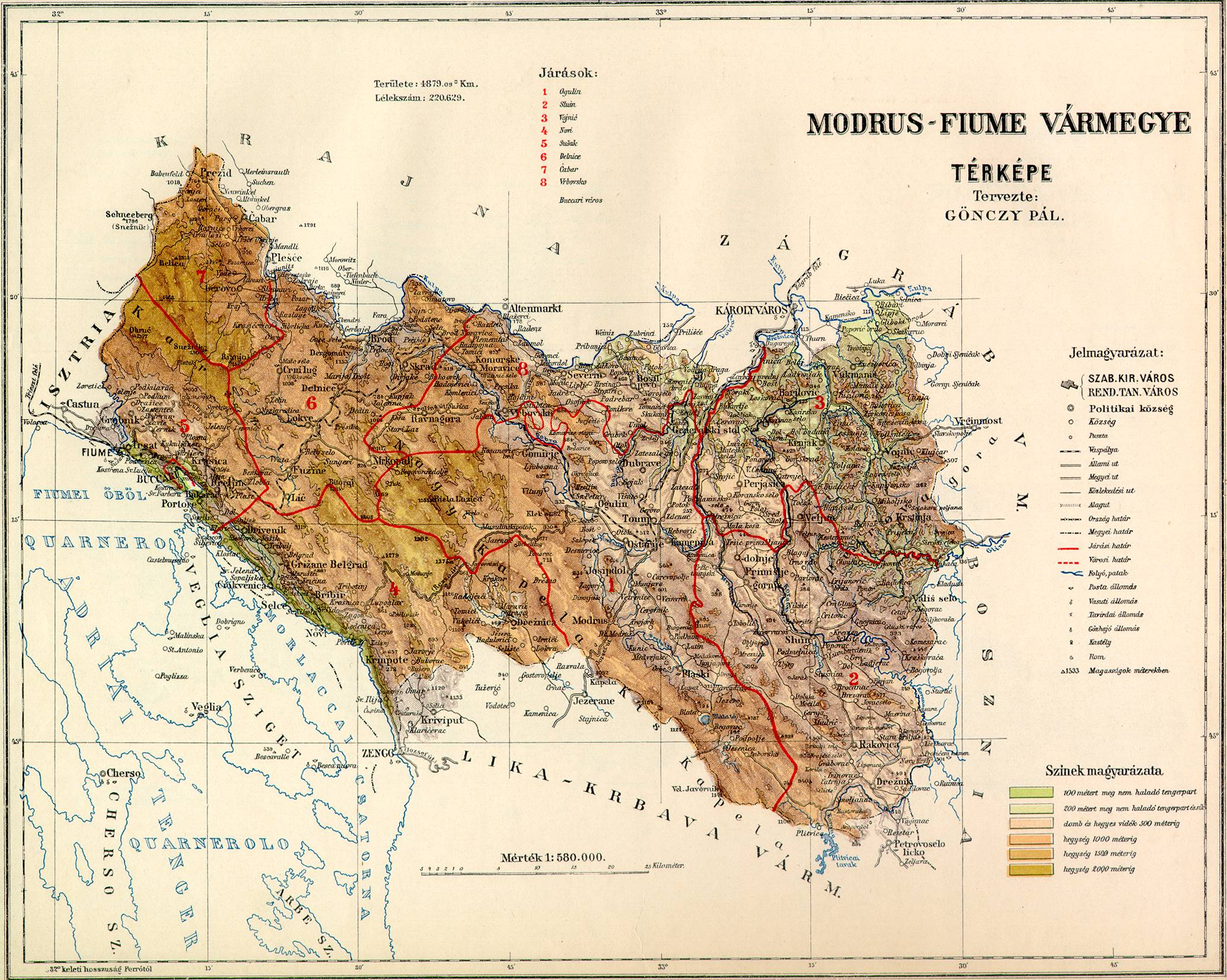
Landkarte des Komitats Modruš-Rijeka um 1890

## Bezirksunterteilung
Das Komitat bestand im frühen 20. Jahrhundert aus folgenden Stuhlbezirken (nach dem Namen des Verwaltungssitzes benannt):
| Stuhlbezirke (járások)         | Stuhlbezirke (járások)         |
| Stuhlbezirk                    | Verwaltungssitz                |
| ------------------------------ | ------------------------------ |
| Čabar                          | Čabar                          |
| Crikvenica (ungar. Cirkvenica) | Crikvenica (ungar. Cirkvenica) |
| Delnice                        | Delnice                        |
| Ogulin                         | Ogulin                         |
| Sušak                          | Bakar (ital. Buccari)          |
| Slunj (ungar. Szluin)          | Slunj (ungar. Szluin)          |
| Vojnić                         | Vojnić                         |
| Vrbovsko                       | Vrbovsko                       |

Alle genannten Orte liegen im heutigen Kroatien.